# Marian Woronin
Marian Jerzy Woronin (Grodzisk Mazowiecki, 1956. augusztus 13. –) olimpiai ezüstérmes, Európa-bajnok lengyel atléta. Fő száma a 60 és a 100 méteres síkfutás volt, főleg ezekben szerzett érmeket nemzetközi versenyeken.

## Pályafutása
1974-ben a drezdai Ifjúsági Barátság Versenyen 100 és 200 méteren másodikként futott célba. A 4 × 100 méteres váltóban harmadik volt. 1975-ben az athéni ifjúsági Európa-bajnokságon 100 méteren bronzérmet (10,55) szerzett.
20 évesen vett részt először nagy felnőtt eseményen, az 1976-os olimpián mindkét egyéni sprintszámban elindult, 100 méteren elődöntőbe is jutott. A váltóval kis híján érmet is szerzett, negyedik helyen végzett.
1977-ben bronzérmet szerzett a fedett pályás Európa-bajnokság sprintszámában, később ez a versenyszám adta számára a legtöbb nagy sikert. Az 1977-es Európa-kupa helsinki döntőjében 100 méteren nyolcadik helyen (10,73) ért célba. A lengyel csapat ötödik helyen végzett.
Az 1978-as fedett pályás atlétikai Európa-bajnokságon a 60 méteres síkfutásban negyedik helyezett (6,75) volt. Az 1978-as Európa-bajnokság 4 × 100 méteres váltójában aranyérmes lett Zenon Nowosz, Zenon Licznerski és Leszek Dunecki társaságában.
1979 és 1982 között mind a négyszer megnyerte a fedett pályás Európa-bajnokság sprintszámát.
Az 1979-es Európa-kupa döntőjében a 4 × 100 méteres váltóban első, 100 méteren második, 200 méteren harmadik volt. A lengyel férfi válogatott negyedik lett a pontversenyben. A világ kupán az Európa-válogatott tagjaként 100 méteren harmadik, a csapatversenyben második volt.
A moszkvai olimpián azután mindhárom számában döntőbe jutott, 100 és 200 méteren is 7. lett. A 4 × 100-as váltóval ismét nagy eredményt ért el, a házigazda szovjet váltó mögött olimpiai ezüstérmes lett Krzysztof Zwoliński, Licznerski és Dunecki társaként.
Az 1981-es Európa-kupa döntőjében 100 méteren negyedik, a 4 × 100 méteres váltóban első volt. A lengyel válogatott hatodik helyen végzett. A világ kupán a 4 ×100 méteres váltóban képviselte Európát. Ebben a versenyszámban és a csapatversenyben is első helyen végzett
Az 1982-es Eb-n bronzérmes lett 100 méteren, a következő évi, első atlétikai világbajnokságon azonban rosszul szerepelt, és a selejtezőben kiesett.
1984. június 9-én egy varsói versenyen futotta 100 méteren élete legjobbját. Az időmérő 10,00-s eredményét ráadásul később 9,992-re pontosították. Ez Pietro Mennea Európa-rekordját megdöntő eredmény volt, és négy éven át ő tartotta a rekordot, 1988. szeptember 23-án a brit Linford Christie 9,97-dal vette el tőle a címet a szöuli olimpián.
Ezzel az eredményével minden idők legjobb európai sprinterei közé került. Ő az egyike annak a hét futónak, aki 100 méteren 10 másodperces vagy azon belüli időt futott, és nincs nyugat-afrikai származása. (A többiek: a japán Koji Ito (10,00 1998-ban), az ausztrál Patrick Johnson (9,93 2003-ban), a namíbiai Frankie Fredericks (9,95 1991-ben), a zimbabwei Ngonidzashe Makusha (9,97 2011-ben) a francia Christophe Lemaitre (9,92 2011-ben, ő az első európai származású, aki megdöntötte a rekordját), és a kínai Zhang Peimeng (10,00 2013-ban).
Hosszabb szünet után, utolsó nagy eredményeként 1987-ben is megnyerte a fedett pályás Eb 60 méteres számát. Az 1987-es Európa-kupa döntőjében 100 méteren első, 200 méteren negyedik volt. A lengyel csapat ötödik helyen végzett. A világ kupán 100 méteren  hetedik lett. Az Európa-válogatott tagjaként negyedik helyen zárt.
Woronin egyéni rekordja 200 méteren 20,49.
Kilencszer nyert szabadtéri és kilencszer fedett pályás lengyel bajnokságot.

## Eredményei
| 1976 | olimpia                        | Montréal, Kanada             | 16. (sf) | 100 m     | 10,69 |
| 1976 | olimpia                        | Montréal, Kanada             | 29. (h)  | 200 m     | 21,90 |
| 1976 | olimpia                        | Montréal, Kanada             | 4.       | 4 × 100 m | 38,83 |
| 1977 | fedett pályás Európa-bajnokság | San Sebastián, Spanyolország | 3.       | 60 m      | 06,67 |
| 1978 | Európa-bajnokság               | Prága, Csehszlovákia         | 1.       | 4 × 100 m | 38,58 |
| 1979 | fedett pályás Európa-bajnokság | Bécs, Ausztria               | 1.       | 60 m      | 06,57 |
| 1980 | fedett pályás Európa-bajnokság | Sindelfingen, NSZK           | 1.       | 60 m      | 06,62 |
| 1980 | olimpia                        | Moszkva, Szovjetunió         | 7.       | 100 m     | 10,46 |
| 1980 | olimpia                        | Moszkva, Szovjetunió         | 7.       | 200 m     | 20,81 |
| 1980 | olimpia                        | Moszkva, Szovjetunió         | 2.       | 4 × 100 m | 38,33 |
| 1981 | fedett pályás Európa-bajnokság | Grenoble, Franciaország      | 1.       | 50 m      | 05,65 |
| 1982 | fedett pályás Európa-bajnokság | Milánó, Olaszország          | 1.       | 60 m      | 06,61 |
| 1982 | Európa-bajnokság               | Athén, Görögország           | 3.       | 100 m     | 10,28 |
| 1982 | Európa-bajnokság               | Athén, Görögország           | 5.       | 4 × 100 m | 39,00 |
| 1983 | világbajnokság                 | Helsinki, Finnország         | 31. (qf) | 100 m     | 10,72 |
| 1983 | világbajnokság                 | Helsinki, Finnország         | 6.       | 4 × 100 m | 38,72 |
| 1987 | fedett pályás Európa-bajnokság | Liévin, Franciaország        | 1.       | 60 m      | 06,51 |

- h = előfutamban szerzett helyezés
- qf = középdöntőben szerzett helyezés
- sf = elődöntőben szerzett helyezés